# Ирининский столб

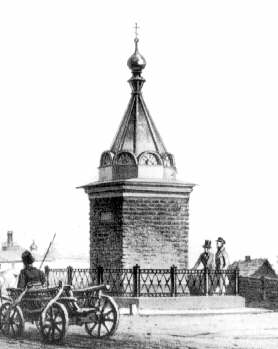
Ирининский памятник. Литография 1858 года

Ири́нинский па́мятник (другое название — Ири́нинский столб) — один из столпов летописной Ирининской церкви (монастыря) Ярослава Мудрого в Киеве, в 1852 году оформленый как памятник. Стоял на пересечении улиц Владимирской и Ирининской, возле здания Киевской земской управы. Снесён в 1932 году в рамках антирелигиозной кампании.

## История
В летописной статье 1037 года, описывающей строительную деятельность князя Ярослава Мудрого, упоминается об основании монастыря, посвящённого Святой Ирине — небесной покровительнице жены Ярослава Ингигерды.
Вопрос местонахождения Ирининского монастыря среди киевских исследователей всегда был дискуссионным, однако когда в 1833 году, во время распланировки улицы Владимирской, в толще древнего оборонного вала были найдены остатки стен и фундаментов древнерусского сооружения, их отождествили именно с Ирининским монастырём.
Предложения восстановить церковь или хотя бы сохранить руины не нашли отклика у власти (это мешало бы прокладыванию Владимирской улицы, ради чего и начали раскапывать вал). Поэтому остатки сооружения были разобраны и засыпаны, однако на поверхности оставили один из столбов храма. Этот остаток в 1852 году был обложен кирпичом, найденным на раскопках, покрыт шатровой крышей и увенчан крестом.

## Разрушение памятника
В 1927 году памятник был взят под государственную охрану, но уже в 1931 году руина не понравилась киевской власти из-за своего расположения на проезжей части улицы. Киевский городской совет поставил перед Академией наук Украинской ССР вопрос о снесении столба с целью «придания улице Короленко значения транспортной магистрали города». Остатки памятника предлагалось перенести на территорию Софийского собора или в Георгиевскую или Десятинную церковь.
Как аргумент в пользу разрушения столба заведующий отделения городского хозяйства высказывал убеждение, что кладка остатков не старая, а нового времени, и это свидетельствует о неценности сооружения. В то же время, Всеукраинский археологический комитет категорически возражал против разрушения столба. Но после первого отказа в отделении коммунхоза возникла другая версия: заведующий обратился с письмом к Комиссии по охране памятников старины, в котором аргументом в пользу снесения Ирининского столба назвал риск для граждан попасть под колёса транспорта из-за того, что столб мешает увидеть приближающийся троллейбус.
Работники инспектуры провели хронометражное исследование на этом отрезке улицы и пришли к выводу, что памятник не мешает движению транспорта и пешеходов. Несмотря на выводы и протесты хранителей старины, работники коммунхоза в ночь с 26 на 27 марта 1932 года разрушили Ирининский столб.

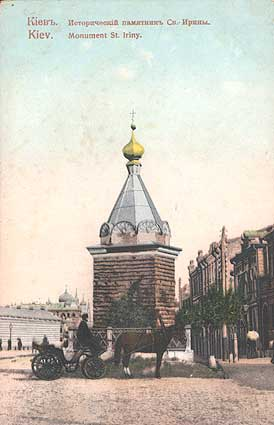
Ирининский столб в Киеве. Фотокарточка начала ХХ ст.
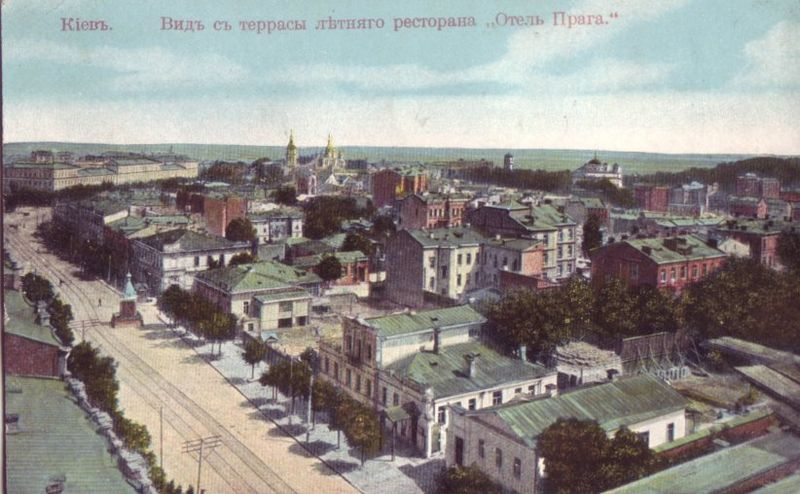
Ирининский столб на Владимирской улице. Фотокарточка начала ХХ ст.